# 구아라칭게타 푸치보우
구아라칭게타 푸치보우는 브라질의 축구단으로 상파울루주의 구아라칭게타를 연고로 한다. 현재 캄페오나투 브라질레이루 세리에 D에 참가하고 있다. 2010년 연고지를 아메리카나로 이전한 적이 있으며, 당시 구단명은 아메리카나 푸치보우였다. 구단의 상징은 수리이다.

## 역사
1998년 10월 1일 마리우 아우구스투 호드리게스 누네스 박사 외 수명의 창립자들이 구아라칭게타 이스포르치 클루비를 창단하였다. 1999년 11월 4일 기업가 카를루스 아리니와 축구 선수 세자르 삼파이우 그리고 축구 선수 히바우두가 합작한 C.S.R 푸치보우 이 마케팅과 협력하여 구아라칭게타 컨소시엄이 창설되었다. 이후 같은 달 26일 구단은 상파울루 축구 협회에 가입하였고, 캄페오나투 파울리스타 세리이 B2에 참가하였다.
2002년 구아라칭게타 컨소시엄이 종료되었고, 구단은 기업가인 오다리우 마르데간 두랑이스와 이우미루 아파레시두 지 파리아에 의해 매입되었다. 2004년 구단은 기업가 소니 아우베르투 두에르에 의해 재차 매입되었다. 이후 구단을 경영하기 위해 소니 아우베르투 두에르와 카를루스 아리니가 합작하여 소니 스포츠를 설립하였다. 이후 기업가 클레멘치누 볼란과 구스타부 가촐라가 합류하였다. 얼마 지나지 않아 구단명이 구아라칭게타 푸치보우로 변경되었으며, 구단은 유한회사가 되었다.
2006년 구아라칭게타 푸치보우는 캄페오나투 파울리스타 세리이 A2에서 조 2위를 기록하며, 이듬해 세리이 A1으로 승격하였다.

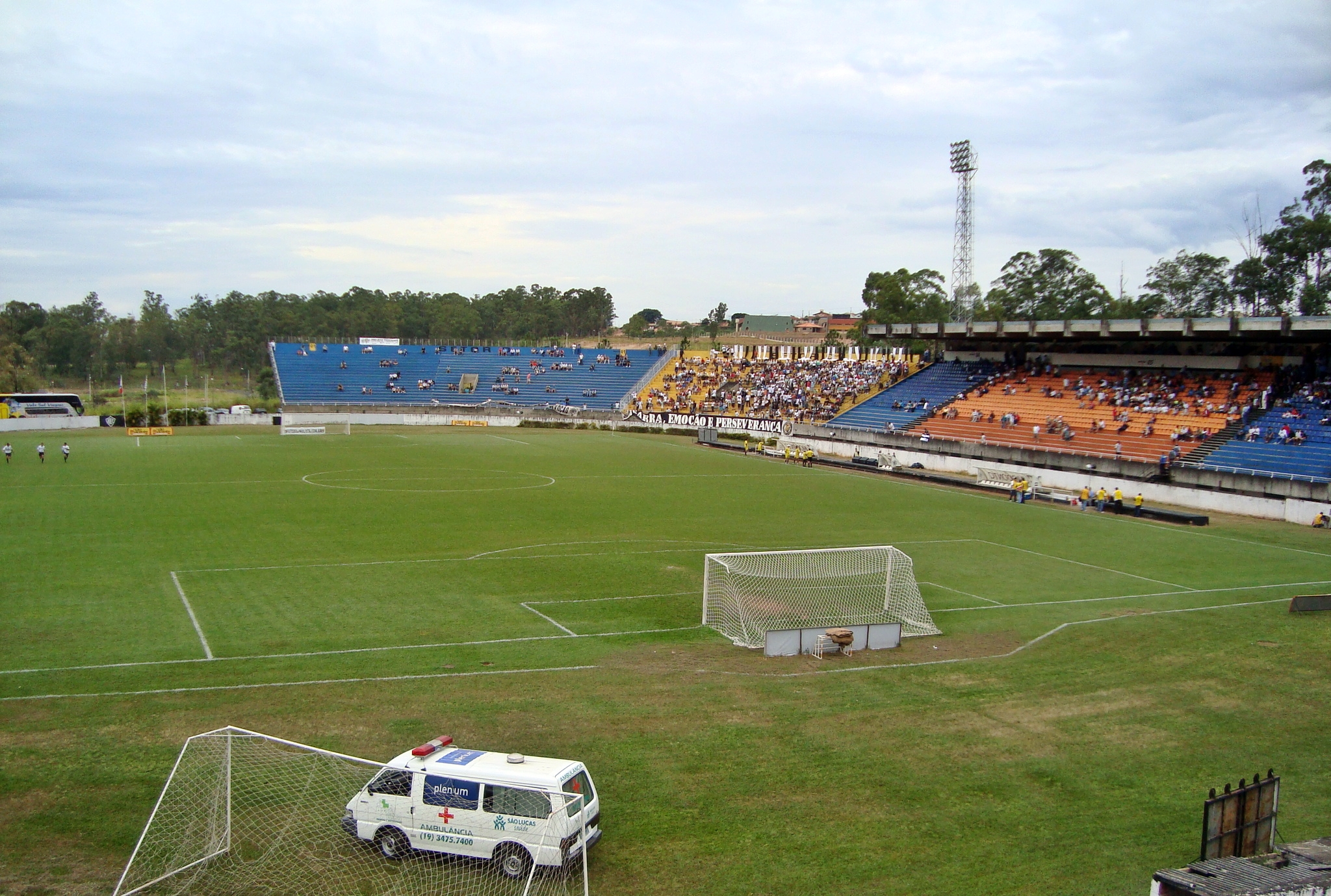
데시우 비타 경기장

2010년 10월 15일 구단은 연고지를 구아라칭게타에서 아메리카나로 이전함을 발표하였고, 구단명을 아메리카나 푸치보우로 변경하였다.
그러나 구단의 주요 팬들은 여전히 구아라칭게타에 남아있었고, 아메리카나의 경기장 이스타지우 무니시파우 데시우 비타는 수용인원이 넉넉치 못하여, 2011년 11월 28일 구단은 연고지를 구아라칭게타로 복귀시켰다.

## 역대 감독
| 감독                 | 임기        |
| -------------------- | ----------- |
| 에지뉴 나자레트 필류 | 2010 ~ 2011 |